# Camponotus oblongus
Camponotus oblongus é uma espécie de inseto do gênero Camponotus, pertencente à família Formicidae.